# Heinäluoto (ö i Norra Savolax, Nordöstra Savolax, lat 63,41, long 28,10)
Heinäluoto är en ö i Finland. Den ligger i sjön Syvä-Kankainen och i kommunen Rautavaara i den ekonomiska regionen  Nordöstra Savolax ekonomiska region  och landskapet Norra Savolax, i den centrala delen av landet, 400 km norr om huvudstaden Helsingfors. Öns area är 0,2 hektar och dess största längd är 60 meter i sydväst-nordöstlig riktning.